# 馬克·巴贊
馬克·路易士·巴讚（1932年3月6日-2010年6月16日），海地政治人物，曾在讓-克洛德·杜瓦利埃獨裁統治下的海地出任財政和經濟部長。他也曾在聯合國和世界銀行任職，他是由1991年9月30日至1992年6月4日出任海地總理(兼任代總統至7月15日)。
巴讚生於聖馬克，他曾在比利時布魯塞爾索爾維學院學習法律和經濟學，後來於1972年至1976年在世界銀行擔任經濟學家。巴讚於1982年擔任財政和經濟部長六個月。
他曾被認為最受美國總統布殊支持的海地總統人選，1990年，當海地無法再維持軍事獨裁，不得不開放政府進行自由選舉時，他被視為軍方代理人，最終，巴讚獲得了14%的選票，阿裡斯蒂德在1990-1991年的海地大選中以67%的得票率獲勝。九個月後，阿裡斯蒂德被軍事政變廢黜。1992年6月，軍隊任命巴讚為代理總統。華盛頓最初的反應是他非法擔任該職位，但他們很快就對他產生了好感，並敦促阿裡斯蒂德與軍方和巴讚進行談判。隨著布希政府到柯林頓的更迭，政策發生了變化。他於1993年6月8日辭職。
巴讚也是阿裡斯蒂德的最大政治對手，並參加了2006年的海地總統選舉，但據報導，在35名候選人的競選中，他只獲得了約0.68%的選票。
2010年6月16日，巴讚在家中太子港佩蒂翁維爾去世，死因是前列腺癌。